# Нифантьев, Валерий Георгиевич
Валерий Георгиевич Нифантьев (род. 24 декабря 1946) — мастер спорта СССР, заслуженный тренер России., почётный гражданин Ленинского района Московской области, глава сборной команды СССР и России по мотоболу.

## Биография
Родился 24 января в Красноярске. Являлся игроком красноярской команды высшей лиги «Енисей». В 1970 году стал играть за московскую команду «Патриот» в первом зимнем туре по мотоболу, команда вышла на 3 место в полуфинале. Затем стал играть в команде «Металлург» (Видное).
В 1972 году во время проведения чемпионата России получил кубок «Лучшему нападающему». В середине 1970-х годов команда "Металлург"стала победителем чемпионата СССР среди команд первой лиги.
В 1976 году в команду «Металлург» по настоянию Валерия Нифантьева пришел игрок Сергей Часовских, которого сам Нифантьев называет лучшим спортсменом в этом виде спорта за всю историю.
На протяжении 30 лет Нифантьев — глава сборной команды СССР и России по мотоболу. Один из создателей команды по мотоболу «Металлург» в городе Видное — команда 22 раза становилась чемпионом СССР и России, и на протяжении 19 раз выигрывала кубок СССР и России. Как тренер Валерий Нифантьев подготовил 21 мастера спорта международного класса, 11 заслуженных мастеров спорта СССР и России, 35 мастеров спорта СССР и России.
Работает директором муниципального унитарного предприятия "Спортивный клуб «Металлург» Ленинского муниципального района.
Валерию Нифантьеву было присвоено Звание почётного гражданина Ленинского района Московской области согласно Решению Совета депутатов района от 02 ноября 2011 года № 4/69.

## Награды и звания
- Заслуженный тренер РСФСР(1982)[1]
- Заслуженный тренер СССР (1989)[1]
- Знак «Отличник физической культуры РФ» (2004)[1]
- Знаки «Благодарю», «За полезное», «За заслуги перед Московской областью» (2008), «Во славу спорта» (2010), орденом «Ивана Калиты» (2009)[3] губернатора Московской области[1]
- Медаль ордена «За заслуги перед Отечеством» II степени (2013 год)[4]